# Foley Island
Foley Island ist eine Insel im Kanadisch-arktischen Archipel.
Sie liegt im Norden des Foxe Basin vor der Südküste von Baffin Island.
Politisch gehört die Insel zur Qikiqtaaluk-Region des kanadischen Territoriums Nunavut.
Die Landfläche von Foley Island beträgt 637 km².
Die höchste Erhebung der Insel erreicht 61 m.
Die Insel wurde von Albert-Ernest Tomkinson, einem Navigator der Royal Canadian Air Force, 1948 an Bord einer Avro Lancaster aus entdeckt.
Im selben Jahr wurden auch die benachbarten Inseln Prince Charles Island und Air Force Island entdeckt.
Die drei Inseln werden als wichtiges Brutgebiet mehrerer Vogelarten von BirdLife International als Important Bird Area Foxe Basin Islands (NU011) ausgewiesen.